# لامو
لامو (به لاتین: Lamu) یک شهرک در کنیا است که در منطقه لامو واقع شده‌است.